# 켄 마샬
켄 마샬(Kenneth Marshall, 1950년 6월 27일 ~ )은 미국의 배우, 텔레비전 배우, 영화배우이다.  

1982년 미국 TV드라마 마르코 폴로의 주인공 역할을 맡아 열연했음
뉴욕에서 태어났다.

## 영화
- 더 디스트릭트 (2000년)
- 베를린 마담 39 (1993년)
- 마지막 챔프 (1989년)
- 폐허의 토퍼빌 (1989년)
- 부시맨 2 (1989년)
- FBI 아카데미 (1988년)
- 혹성의 위기 (1983년)
- 찢어진 깃발 (1981년)
- 틸트 (1979년) - 닐 갤러거 역